# Force X (escadre)
Pour les articles homonymes, voir Force X.
La Force X est une escadre de la Marine nationale française réunie au début de la Seconde Guerre mondiale en vue de parer à une intervention de l'Italie en Méditerranée orientale. 

## Historique
Elle est constituée d'un cuirassé de 26 500 tonnes (Lorraine), de trois croiseurs de 10 000 tonnes (Duquesne, Tourville, Suffren), d'un croiseur de 7 500 tonnes (Duguay-Trouin), de trois torpilleurs de 1 500 tonnes (Basque, Forbin, Fortuné) et d'un sous-marin de 1 500 tonnes (Protée).
Commandée par l’amiral Godfroy, elle quitte Toulon le 25 avril 1940. Elle est au complet à Alexandrie le 24 mai, où elle voisine avec une escadre britannique commandée par l'amiral sir Andrew Cunningham de la Mediterranean Fleet, et y est bloqués à la suite de l'armistice du 22 juin 1940.
Le 4 juillet 1940, sur un ordre secret donné par Churchill à la Royal Navy (opération Catapult), celle-ci doit capturer ou neutraliser la Force X. Les bonnes relations qui prévalent entre les deux amiraux Godfroy et Cunningham permettent d'engager des négociations entre les deux états-majors, qui aboutissent à un compromis. Les Français acceptent de vider leurs soutes à mazout et retirer les mécanismes de tir de leurs canons, en échange de quoi les navires restent sous le contrôle de leur commandement. Cunningham promet de rapatrier les équipages. Plusieurs marins, refusant l'inaction du régime vichyste, quittent clandestinement leur équipage, tel le capitaine de frégate (futur amiral) Auboyneau, ou le capitaine de corvette d'Estienne d'Orves (futur martyr de la Résistance) qui rejoignent Londres. Les navires restent alors internés à Alexandrie avec des équipages réduits. Des officiers de la Force X le 9 septembre 1940 ordonne des opérations punitives contre ces partisans de la France Libre.
L'amiral Godfroy reste fidèle à la personne du maréchal Philippe Pétain et s'oppose à ce que son escadre rejoigne le combat même après le ralliement de l'Afrique française du Nord au camp allié en novembre 1942 après l'opération Torch. Il rejette les sollicitations de l'amiral François Darlan puis de l'amiral Frix Michelier, commandant les forces maritimes d'Afrique. Cela déclenche le courroux du gouvernement britannique qui cesse de verser des indemnités servant à l'entretien de l'escadre. Il fallut attendre avril 1943 pour Marine Alger de Darlan finisse par assurer celle-ci et la fin de la Campagne de Tunisie en mai 1943 pour qu'il se convainque que Pétain à perdu toute liberté d'action.
Après des accords signés le 30 mai 1943, toute la force X bascule dans le camp allié. L'amiral Godfroy obtient ainsi l'autorisation des Britanniques d'appareiller. Il place sa flotte sous les ordres du gouvernement d'Alger, au moment où se met difficilement en place le Comité français de la Libération nationale. La flotte appareille le 23 juin 1943 et  rejoint Dakar, « un port de notre grande colonie d'Afrique occidentale libre de toute occupation étrangère », par le canal de Suez et le Cap avant de se rendre à Alger. À son arrivée le 18 juin, l'Amiral Godfroy qui descend de la coupée avec les honneurs est arrêté sur le quai par des gaullistes, et embarqué séance tenante dans un camion. Favorable au général Giraud, il est écarté de tout commandement par les partisans de De Gaulle au sein du CFLN et mis à la retraite d’office par décret du 10 décembre 1943 (décret qui sera annulé en 1955 par le Conseil d'État). La force X est dissoute.
Le Lorraine et le Duguay-Trouin ayant du s'immobiliser à Durban pour avaries techniques n'arriveront à Alger que le 2 septembre 1942

## Composition

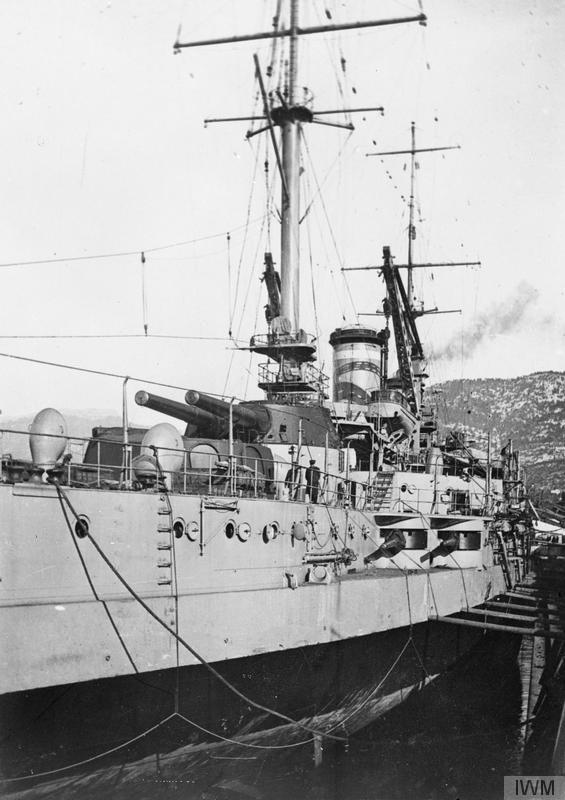
Cuirassé Lorraine (ici en 1916).
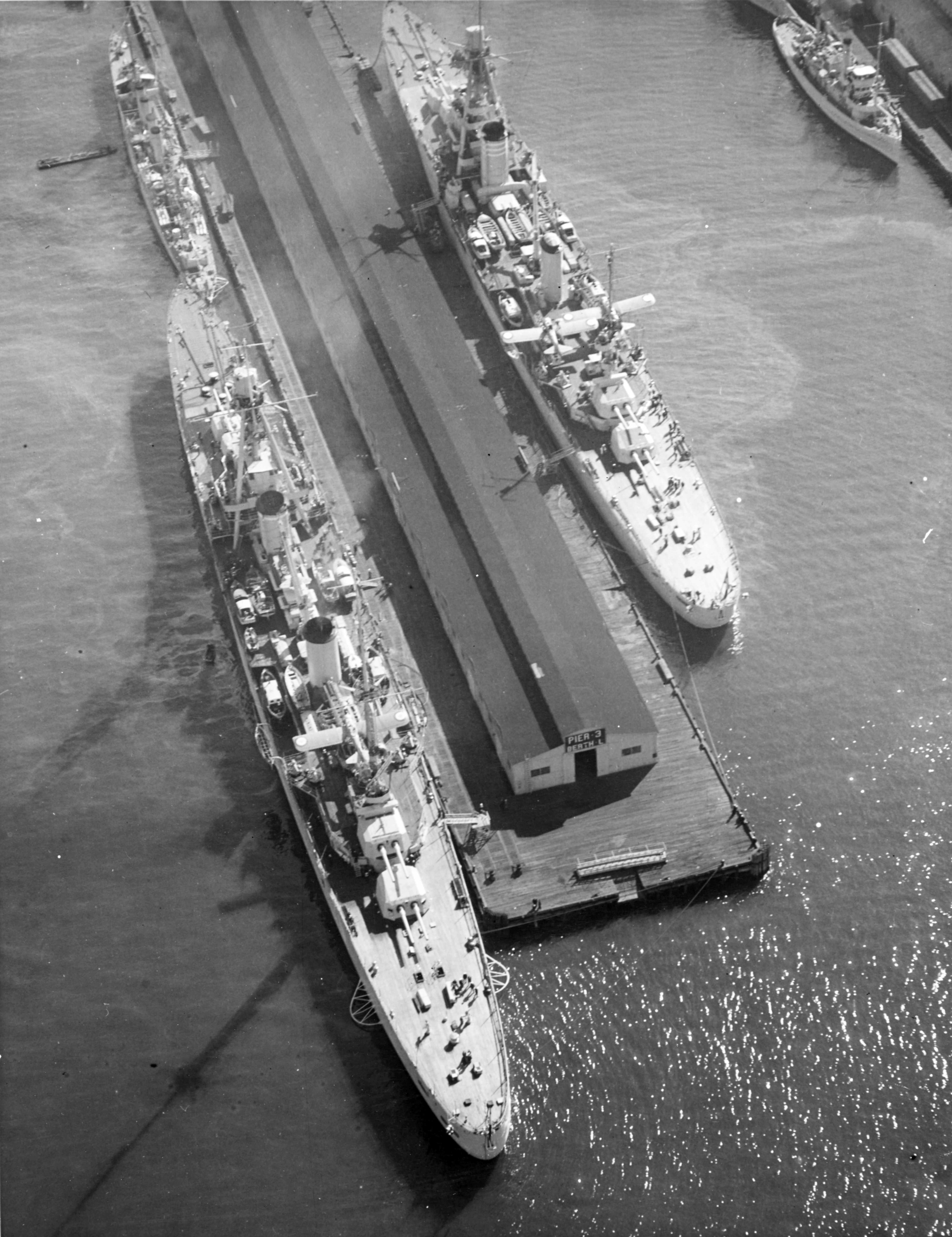
Croiseurs lourds Suffren et Duquesne (ici en 1934).
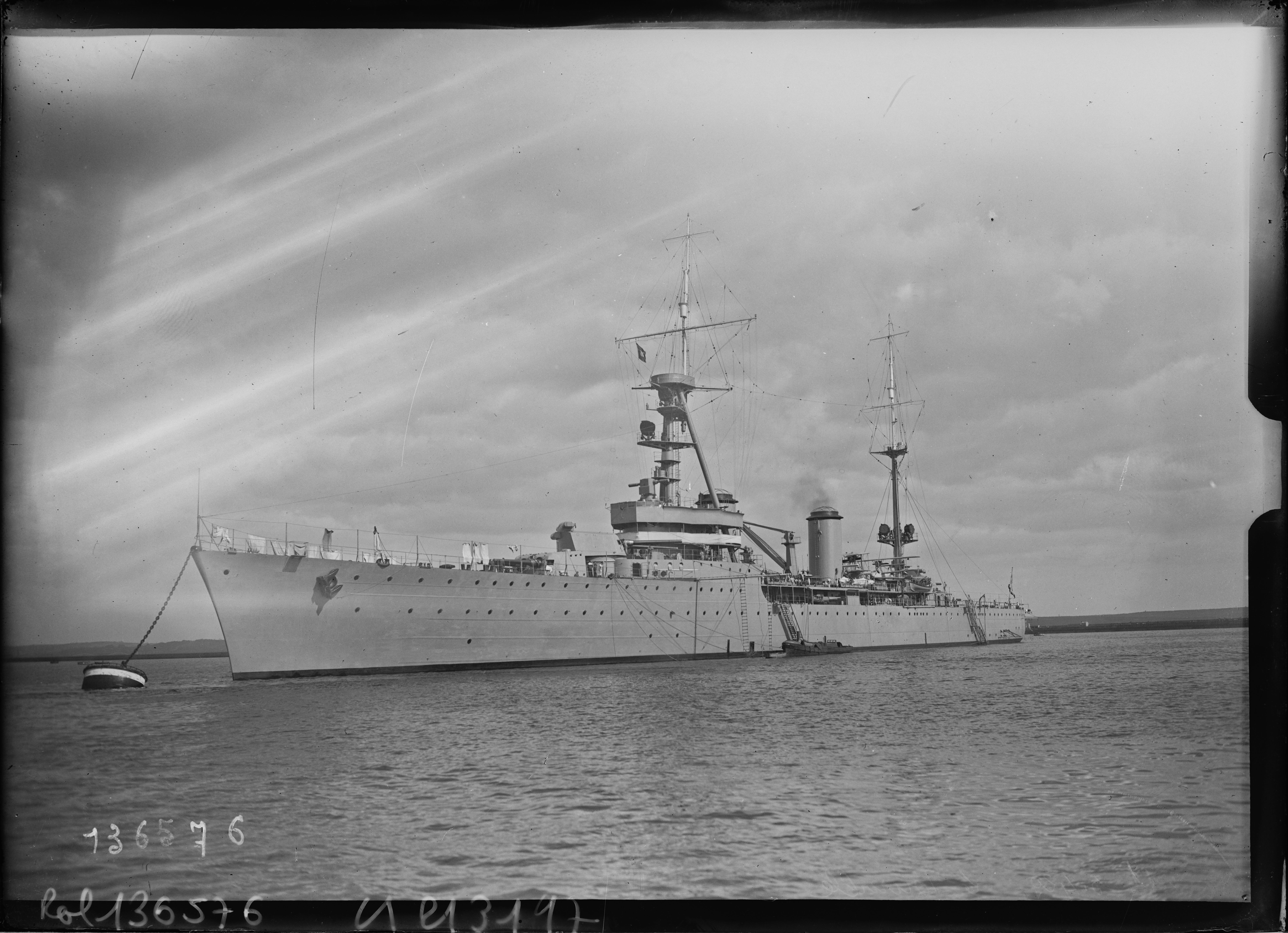
Croiseur lourd Tourville (ici en 1929).
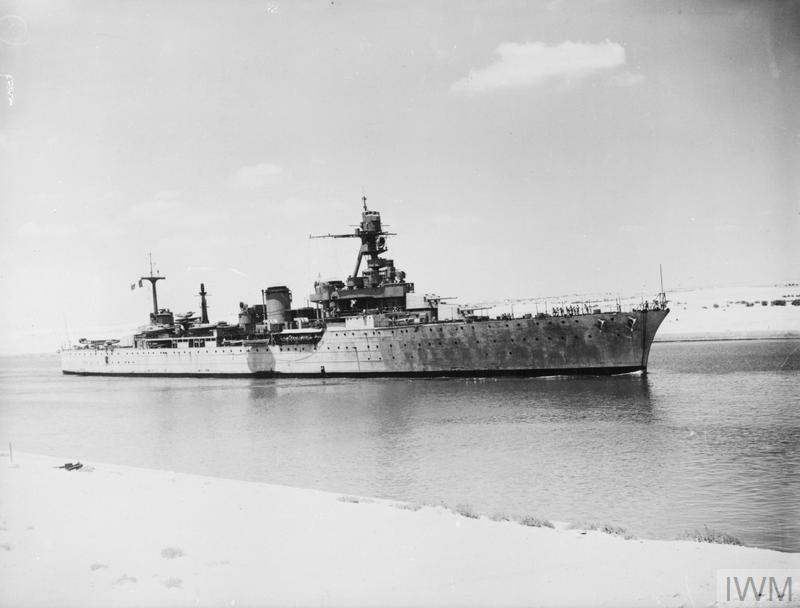
Croiseur léger Duguay-Trouin (ici le 23 juin 1943 dans le canal de Suez au départ de la flotte vers Alger).
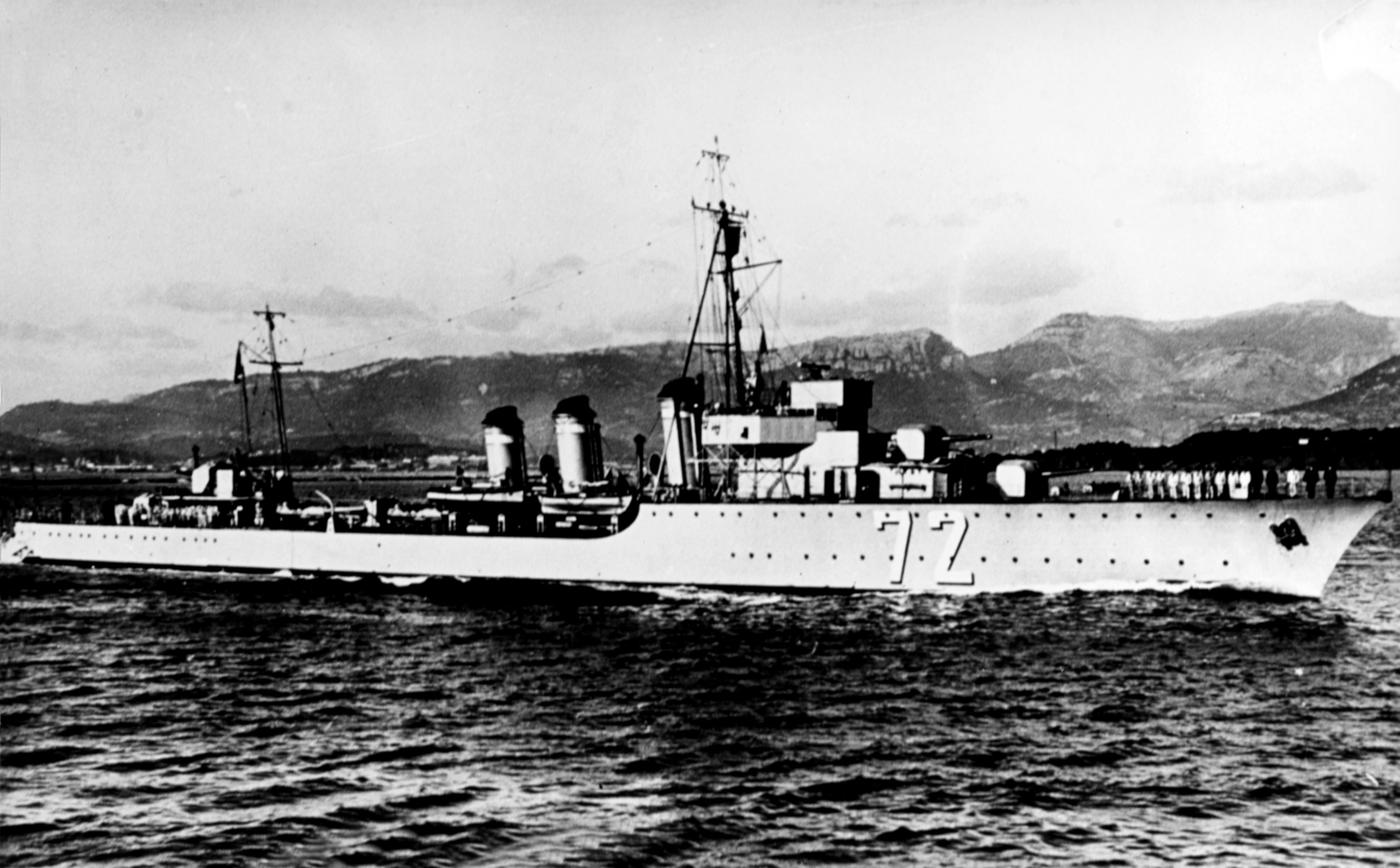
Torpilleurs Fortuné, Forbin et Basque (ici le Fortuné vers 1930).
Sous-marin Protée (ici le plan du Casablanca).